# فيليب هنري مور
فيليب هنري مور هو سياسي كندي، ولد في 22 فبراير 1799، وتوفي في 21 نوفمبر 1880.